# کریگ ایستموند
کریگ ایستموند (انگلیسی: Craig Eastmond؛ زادهٔ ۹ دسامبر ۱۹۹۰) بازیکن فوتبال اهل بریتانیا است.
از باشگاه‌هایی که در آن بازی کرده‌است می‌توان به آرسنال، وایکام واندررز، کولچستر یونایتد، فوتبال میلوال، یئوویل تاون و ساتون یونایتد اشاره کرد.